# Paray-sous-Briailles
Paray-sous-Briailles è un comune francese di 649 abitanti situato nel dipartimento dell'Allier della regione dell'Alvernia-Rodano-Alpi.

## Società

### Evoluzione demografica
Abitanti censiti